# KUFER
KUFER (kratica od Kazališna udruga frustriranih redatelja) postoji od 2001. godine. Osnovale su je redateljice Dora Ruždjak i Franka Perković, s ciljem promoviranja mladih kazališnih umjetnika.
Razlog osnivanju nalazile su u činjenici kako deseci glumaca i redatelja nakon završene Akademije dramske umjetnosti nemaju mogućnost realiziranja projekata koji bi im omogućili daljnji kreativni razvoj, već su prisiljeni na brojne kompromise kako bi donekle osigurali svoju kazališnu (a i životnu) egzistenciju.  Stoga je udruga zamišljena kao platforma mladih umjetnika koja nastoji pružiti priliku da se okupe, vođeni estetskim i/ili generacijskim kazališnim motivima, te da istraže svoje kreativne potencije u gotovo laboratorijskim uvjetima. Uz minimalnu financijsku potporu KUFER nudi neograničeno vrijeme pripreme predstava (neki projekti pripremani su više od godinu dana) te, što se čini izuzetno važno, pravo mladim ljudima na pogrešku. To znači da prioritetom ne smatraju krajnji rezultat – predstavu, već proces rada. Estetski dometi projekata iz tog su razloga vrlo raznoliki, no svi su im projekti jednako važni, jer im je zajednički motiv i cilj istraživanje kazališnih vokacija i mogućnosti jedne nove generacije. Iako upravo ta generacija glumaca i redatelja čini supstancu budućeg hrvatskog glumišta, oprezne kazališne institucije nisu je spremne same provjeriti i podržati, već čekaju da se, negdje, slučajno, sami od sebe, iskristaliziraju "novi talenti". 
Od 2001. do 2003. godine, KUFER koristi prostor velike dvorane bivše tvornice "Jedinstvo". 2004. godine voljom gradskih vlasti, taj je prostor pripao klubu "Močvara", pa su dovedeni u nezavidan položaj beskućnika. Budući da su im predstave izrazito nekomercijalnog karaktera, te da od prodaje ulaznica nisu u mogućnosti plaćati najam dvorane za igranje, opstanak ove družine bio je vrlo upitan. Ipak, od prosinca 2005. dobivaju privremeni smještaj i to u Zagrebačkom kazalištu mladih. No, početkom 2007. i predstavom Smrtoples ponovno započinju svoje neovisno putovanje po scenama različitih klubova, kazališnih dvorana... 
Od 2001. do 2012. godine kroz KUFER-ove projekte prošlo je stotinjak uglavnom mladih glumaca, plesača i redatelja, te je producirano čak 25 kazališnih predstava koje su osvojile niz nagrada gostujući na gotovo svim domaćim i mnogim stranim festivalima. Izdvajaju se nagrade za predstavu Jutro Maria Kovača na Europskom festivalu ženskog kazališta u Finskoj u lipnju 2005. nagrada Marul za najbolju predstavu festivala koju je dobila Recesi i ja Olje Lozice na 21. Marulićevim danima, gostovanja na Festivalu Bunte Buhne u Stuttgartu, XII. Bienalu mladih umjetnika u Napulju, Mercosur festivalu u Argentini itd... U ovom razdoblju svoje prve režije imali su gotovo svi kasnije najetabliraniji hrvatski kazališni redatelji kao što su Oliver Frljić, Anica Tomić, Dario Harjaček, Renata Carola Gatica i Miran Kurspahić. Najčešće je pak režirao Mario Kovač, a među glumcima se s najviše projekata ističu Ivana Krizmanić, Dean Krivačić i Zrinka Kušević.
2012. godine udrugu preuzimaju kazališna producentica Petra Glad i dramska spisateljica Vedrana Klepica. 2017. godine Petra Glad svoje mjesto prepušta producentici Nini Križan. U tom periodu režira novi naraštaj hrvatskih redatelja kao što su Vedran Hleb i Helena Petković, a programski se uključuju i druge izvedbene umjetnosti pa je ostvaren i niz plesnih premijera. 
Godine 2019. kazališnu udrugu preuzimaju dramski pisac i redatelj Ivan Penović te producentica Romana Brajša. U ovom razdoblju organizacija najčešće surađuje s KunstTeatrom i umjetnicima okupljenima oko KunstTeatra, prvenstveno redateljem Ivanom Planinićem i Ivanom Penovićem, te ekipom glumaca kao što su Domagoj Janković, Matija Čigir, Karlo Mrkša, Bernard Tomić i Pavle Vrkljan.

## Do sada izvedene premijere
1.  Janko Polić Kamov: Tragedija mozgova
- redateljica: Dora Ruždjak Podolski
- igraju: Daria Knez, Nikša Marinović, Jasmin Telalović, Dušan Bućan

2.  Miroslav Krleža: Adam i Eva
- redateljica: Franka Perković
- igraju: Dora Polić, Franjo Dijak, Bojan Navojec

3.  R. de Obaldia: Gospodin Klebs i Rosalie
- redatelj: Mladen Vukić
- igraju: Dijana Bolanča, Radovan Ruždjak

4.  Fernando Pessoa: Mornar
- redatelj: Oliver Frljić
- igraju: Antonija Stanišić, Dijana Bolanča, Jadranka Đokić

5.  David Ives: Karlovac (K)raj na zemlji
- redatelj: Mario Kovač
- igraju: Nikša Marinović, Zrinka Cvitešić, Petar Leventić, Maksimilijan Ružinski, Dora Lipovčan/Zrinka Kušević, Dean Krivačić/Anđelko Petric

6.  Ksaver Šandor Gjalski/T.Pavković: U noći
- redatelj: Tomislav Pavković
- igraju: Danijel Radećić, Ivan Glowacki, Živko Anočić, Ozren Grabarić, Filip Juričić, Asja Jovanović, Nataša Janjić, Renata Sabljak

7.  Jutro (po motivima 4.48 Psihoza, Sarah Kane) 
- redatelj: Mario Kovač
- izvode: Maja Kovač, Kristina Bajza, Sanja Tropp

8.  D. Ruždjak/F. Perković: Ogledalo (izbor iz poezije i proze Tina Ujevića)
- izvode: Nikša Marinović, Franjo Dijak, Daria Knez, Radovan Ruždjak, Renata Sabljak

9.  Ivan Vidić: Groznica
- redatelj: Joško Ševo
- igraju: Csilla Barath Bastaić, Jelena Veljača, Petra Dugandžić

10.  Maja Sviben: Točka izvorišta
- redatelj: Mario Kovač
- igraju: Zrinka Kušević, Vida Jerman, Maja Katić, Maja Kovač, Marija Tadić, Dora Lipovčan, Mario Kovač, Nikša Marinović, Maksimilijan Ružinski, Ivan Ivanko, Dean Krivačić/Marijan Mihaldinec

11. Maria Irena Fornes: Blato
- redatelj: Scott Fielding
- igraju: Suzana Nikolić, Rakan Rushaidat, Damir Šaban

12. Claire Dowie: Smrtoples
- redatelj: Mario Kovač
- igraju: Ivana Krizmanić, Marko Makovičić

13. Jelena Kovačić/Anica Tomić: Imitatori glasova (po motivima zbirke T. Bernharda)
- redateljica: Anica Tomić
- igraju: Ivana Krizmanić, Marija Tadić, Dean Krivačić, Tvrtko Jurić

14. Elfrida Jelinek: Pijanistica
- redatelj: Dario Harjaček
- igraju: Nataša Dangubić, Jelena Miholjević, Marina Nemet

15. Renata Carola Gatica / Hana Veček : Argentina
- igraju: Damian Cortes Alberti , Janko Popović Volarić, Tvrtko Jurić, Dean Krivačić, Rakan Rushaidat, Janko Rakoš, Bojan Navojec, Saša Anočić, Živko Anočić

16. Mario Kovač: O iskrenosti ili odgovornost kapitala
- redatelj: Mario Kovač
- igraju: Mario Kovač, Ana Franjić, Dean Krivačić, Zrinka Kušević, Maja Kovač, Ivan Golić, Franka Perković, Dora Ruždjak Podolski i gosti iznenađenja.

17. Heiner Muller: Zadatak
- redatelj: Miran Kurspahić
- igraju: Lana Barić, Lada Bonacci, Ivana Krizmanić

18. Friedrich Schiller: Maria Stuart
- redatelj: Mladen Vukić
- igraju: Nika Mišković, Aleksandra Stojaković

19. Borna Armanini: Pasje godine
- redatelj: Borna Armanini
- igraju: Zora Vlahović Jurić, Franjo Premužić, Barbara Kovačec Bokonić, Zrinka Jeričević, Mira Šiljak, Drago Utješanović i Ana Marija Bokor.

20. Rafael Spregelburd: Ekstravagancija
- redateljica: Renata Carola Gatica
- igra: Zrinka Kušević

21. Olja Lozica: Reces i Ja
- redateljica: Olja Lozica
- igraju: Igor Kovač, Ivana Krizmanić, Nika Mišković, Zoran Pribičević i Aleksandra Stojaković.

22. Ivana Čoh: Grešnici
- redateljica: Ivana Čoh
- igraju: Ana Vilenica, Marinko Leš, Matija Kačan

23. Tomislav Zajec: Svinje
- redateljica: Helena Petković
- igraju: Aleksandra Stojaković, Nina Benović

24. Miroslav Krleža: Latinovicz, povratak
- redatelj: Mladen Vukić
- igraju: Hrvoje Klobučar, Vesna Tominac, Tomislav Martić, Milica Manojlović, Slavko Juraga

25. Vedrana Klepica: Nebo je sivo i vidi se ispušni dimnjak nekog tvorničkog postrojenja
- redateljica: Franka Perković
- igraju: Romano Nikolić, Milica Manojlović, Dado Ćosić i Hrvojka Begović.

26. Ivica Boban: Samo bez emocija
- redateljica: Ivica Boban
- igraju: Andrej Dojkić, Marija Šegvić, Sanja Drakulić, Ivana Zanjko, Dinka Vuković, Nataša Kopeč i Slaven Španović.

27. Marguerite Duras: Bolest smrti
- redatelj: Saša Božić
- igraju: Milica Manojlović, Romano Nikolić

28. Rona Žulj: Irina duša je kao skupocjeni klavir (po motivima A.P. Čehova)
- redateljica: Rona Žulj
- izvedba: Martina Nevistić

29. Vedrana Klepica: Tragična smrt ekonomskog analitičara
- redateljica: Vedrana Klepica
- igraju: Ivana Krizmanić, Hrvojka Begović, Dean Krivačić, Tomislav Krstanović

30. Nina Gojić/Vedran Hleb: Svratište kod Alberta C.
- redatelj: Vedran Hleb
- igraju: Ana Karić, Mia Biondić

31. Miran Kurspahić: Potop
- redatelj: Miran Kurspahić
- igraju: Dean Krivačić, Lana Barić, Sven Jakir, Iskra Jirsak i Franka Mikolaci

32. Grupa autora: Projekt višegodišnjeg nasada jabuka
- autori: Nina Gojić, Bojan Mucko, Csilla Barath Bastaić, Mia Biondić, Ivana Krizmanić, Romina Vitasović, Silvio Vovk

33. Vedrana Klepica: Idi negdje drugdje
- redateljica: Helena Petković
- igraju: Karla Brbić, Ivana Krizmanić

34. Miran Kurpsahić: Teror Tolerancije
- redatelj: Miran Kurspahić
- igraju: Csilla Barath Bastaić, Iskra Jirsak, Sven Jakir, Domagoj Janković i Miran Kurspahić

35. Nastasja Štefanić: Rapsodija za tri glave, šest stopala i deset ruku
- koreografija: Nastasja Štefanić
- plešu: Koraljka Begović, Cintija Kučić, Martina Terzić, Branko Nikolić i Marko Rušnov

36. Kristina Kegljen, Ivan Penović, Ivana Vuković: Točno u podne
- režija: Vedran Hleb
- igraju: Marinko Leš, Nikša Marinović, Irma Milović, Iva Visković Križan, Tina Orlandini

37. Nastasja Štefanić: Viola, ja i nas dvije
- koreografija: Nastasja Štefanić
- pleše: Nastasja Štefanić

38. Pavle Vrkljan, Nikolina Bogdanović, Luka Vlašić, Ivana Vuković: Dobar, loš, mrtav (Koprodukcija s KunstTeatar)
- režija: Ivan Planinić
- igraju: Domagoj Janković, Matija Čigir, Pavle Vrkljan, Nikša Marinović

39. Ivana Vuković: Marta i sedam strahova (Koprodukcija s KunstTeatar u suradnji s udrugom BoliMe)
- režija: Natalija Manojlović
- igraju: Andreja Jandrić, Matija Čigir

40. Aleksandar Švabić: Smrt u diskoteci (Koprodukcija sa KunstTeatar)
- režija: Aleksandar Švabić
- igraju: Domagoj Janković, Nataša Kopeč

41. Nikolina Rafaj: Memorija (svijeta) je puna (Koprodukcija sa KunstTeatar)
- režija: Nikolina Rafaj
- igraju: Lucija Dujmović, Iva Visković i Paško Vukasović

42. Dino Pešut: Granatiranje (Koprodukcija sa KunstTeatar)
- režija: Judita Gamulin
- igraju: Marin Klišmanić, Luka Knez i Iva Kraljević

43. Pavle Vrkljan: Dobar loš, mrtav 2: Pakao (Koprodukcija sa KunstTeatar)
- režija: Ivan Planinić
- igraju: Matija Čigir, Domagoj Janković i Pavle Vrkljan

44. Lucija Klarić: 35 kvadrata ili Nigdjezemska (Koprodukcija sa KunstTeatar)
- režija: Ivan Planinić
- igraju: Iskra Jirsak, Iva Kraljević, Tin Rožman, Bernard Tomić, Pavle Vrkljan

45. Autorski projekt: Propast četvrtog rajfa (Koprodukcija sa KunstTeatar)
- režija: Ivan Penović i Ivan Planinić
- igraju: Anica Kontić, Domagoj Janković, Bernard Tomić i Pavle Vrkljan

46. Ivan Penović: dosje: Flex (Koprodukcija sa KunstTeatar)
- režija: Ivan Penović
- igraju: Matija Čigir, Domagoj Janković, Anica Kontić, Karlo Mrkša, Bernard Tomić i Pavle Vrkljan